# Ejército Popular Magonista de Liberación Nacional
El Ejército Popular Magonista de Liberación Nacional (EPM-LN) fue una supuesta guerrilla opositora al gobierno mexicano que se dio a conocer el 30 de noviembre de 2012, un día antes de la toma de protesta de Enrique Peña Nieto como presidente de la República Mexicana.

## Historia
El primer comunicado del grupo que fue difundido a través de Internet y reproducido por medios como Proceso y La Jornada, ambos medios reconocidos como de tendencia de izquierdas. Este grupo sostiene que la elección presidencial de 2012 fue fraudulenta. También llama a no olvidar la "guerra que fue declarada contra el pueblo durante todos estos años", señalando entre otras, la matanza de Tlatelolco (1968), la Jueves de Corpus (1971), Aguas Blancas (1995) y Acteal (1997), además de hacer un llamado a obreros, campesinos, activista, estudiantes y habitantes en general en organizarse y luchar contra el nuevo gobierno, siendo firmada la carta por los Comandantes Insurgentes "Damián" "Ricardo" y "Tania".
El comunicado llegó en un momento álgido de la política mexicana, siendo publicada el mismo día que el presidente electo Enrique Peña Nieto y de los disturbios del primero de diciembre en los que se registraron cuantiosos daños materiales y cientos de detenidos, además de agregar tensión al comienzo del nuevo gobierno. Después de haber publicado el comunicado la PGR, además de vincularlos con miembros del Bloque negro, quienes habían participado de manera activa en los diversos disturbios durante los meses posteriores,